# Большая дафния
Большая дафния (лат. Daphnia magna) — вид ракообразных семейства дафнид, обитающий в Северной Америке, Евразии и Африке. Тело овальной формы, прозрачное. Самки длиной до 6 мм, самцы длиной примерно до 2 мм. Теплолюбивое животное, обитающее в водоёмах, богатых питательными веществами. Фильтратор, питается фито- и бактерио- планктоном, может соскребать обрастания со дна. Недавние исследования установили, что Daphnia magna может снижать концентрацию спор хитридиомицетного гриба Batrachochytrium dendrobatidis.